# Колищъркови
Колищъркови (изписване до 1945 година: Колищѫркови) е голям български род от македонския град Прилеп, основан през XVIII или XIX век. Участват активно в революционната дейност на ВМОРО, в която са известни с псевдонима Лелекови. Името "Колищъркови" идва от факта, че неговите представители са високи на ръст, с дълги пръсти и крайници както и слаби, макар, че се забелязват по-едри представители на фамилията. Някои са се занимавали с търговия (колониял), други с революционна дейност, а пък трети с политическа и социална такава. Известно е, че около годините на Илинденско-Преображенско въстание голяма част от фамилията се мести в България и най-вече София.  

## Име и произход на фамилията
Името на фамилията произлиза от висок, кльощав човек, който не свалял от гърба си единствената си прокъсана антерийка. Като влизал в кръчмата, съселяните му се подсмихвали: "Ето го оня, голия щрък, пак иде да пие на вересия". През годините обаче "г"-то станало на "к". Родът произлиза от Вардарска Македония и най-вече от град Прилеп.

## Представители
- Алекси Колищърков, български революционер
- Виктория Колищъркова, българска просветна деятелка
- Георги (Гьорче) Колищърков, български учител[3]
- Ирена Колищъркоска Настева (р. 1956), северномакедонска археоложка
- Кочо Колищърков, български учител и революционер
- Никола Кочов Колищърков (1854 – 1920), български предприемач и общественик
- Начо Колищърков, български общественик
- Петър Колищърков (1896 – ?), български журналист и общественик
- Спас Колищърков, български революционер